# 京阪奈
京阪奈（けいはんな）とは、京都と大阪と奈良を合わせた呼び名であり、主に京都府南端、大阪府東端、奈良県北端の3府県の境が交わる付近の地域を指す。この3府県にまたがる京阪奈丘陵（枚方丘陵、生駒山地北部、八幡丘陵、田辺丘陵、大野山、平城山丘陵）に建設されている関西文化学術研究都市の愛称でもある。行政区画の地名ではないが事業所名などに用いる場合がある。

## つながり
大阪と京都はどちらも中心都市として機能しており、京阪間の人の往来は、道路では名神高速道路・第二京阪道路・国道1号・国道171号、鉄道では東海道新幹線・東海道本線（JR京都線）・京阪本線・阪急京都本線が通っている。
平成29年度旅客地域流動調査によると、どちらも累計約9,900万人の往来があった。
大阪と奈良は奈良県の住民が近鉄奈良線や近鉄大阪線、大和路線などを利用して大阪市へ多く通勤・通学しており、一大都市圏（大阪都市圏）を形成している。
京都と奈良はどちらも観光地であるため、バスを利用して移動する修学旅行生、JR奈良線や近鉄京都線などを利用している訪日外国人観光客も多い。